# Награда ESPY лучшему игроку НХЛ
Награда ESPY лучшему игроку НХЛ (англ. Best NHL Player Excellence in Sports Performance Yearly Award — «Премия ежегодных высоких достижений в спорте лучшему игроку НХЛ») — награда ежегодно присуждаемая американским телеканалом ESPN игроку Национальной хоккейной лиги, независимо от национальности, признанному лучшим в данном календарном году. Вручается во время общей церемонии награждения, которая проводится каждый год в июне.

## История
Награда ESPY лучшему игроку НХЛ вручается ежегодно, начиная с 1993 года.
Премии ESPY вручаются начиная с 1993 года под эгидой телевизионного спортивного канала ESPN. До 2004 года лауреаты премий определялись напрямую голосованием болельщиков. С 2004 года голосование болельщиков, проходящее в Интернете, ограничено списком кандидатур, отобранных номинационной комиссией ESPN select, в которую входят спортсмены, спортивные журналисты и комментаторы, спортивные функционеры и менеджеры, а также представители канала ESPN.
До 2001 года церемонии вручения награды ESPY проводились в феврале каждого года, чтобы отметить достижения за предыдущий календарный год. После 2001 года вручение наград происходит в июне.
Церемония проводилась на нескольких площадках, в том числе в Peacock Theater и Театре Кодак в Лос-Анджелесе, MGM Grand в Лас-Вегасе, театре Paramount в Мэдисон-сквер-гарден и Мюзик-холл «Радио-сити» в Нью-Йорке.
Нападающие Марио Лемьё, Сидни Кросби, Коннор Макдэвид, Джером Игинла и Александр Овечкин, а также вратарь Доминик Гашек — единственные игроки, которые были удостоены этой награды более одного раза; Лемьё завоевывал награду трижды — в 1993, 1994 и 1998 годах, а Кросби завоевывал награду восемь раз - в 2007, 2008, 2009, 2010, 2013, 2014, 2016 и 2017 годах.
Из тридцати присужденных наград только восемь достались игрокам не из Канады: две — Гашеку и одна — его соотечественнику Яромиру Ягру, три — американцам Тиму Томасу, Джонатану Куику и Патрику Кейну и две — россиянину Александру Овечкину. Только одна награда досталась защитнику — канадцу Крису Пронгеру в 2001 году. 
В 2005 году из-за локаута в НХЛ вручение премии не проводилось, как и в 2020 году — из-за пандемии COVID-19.

## Победители

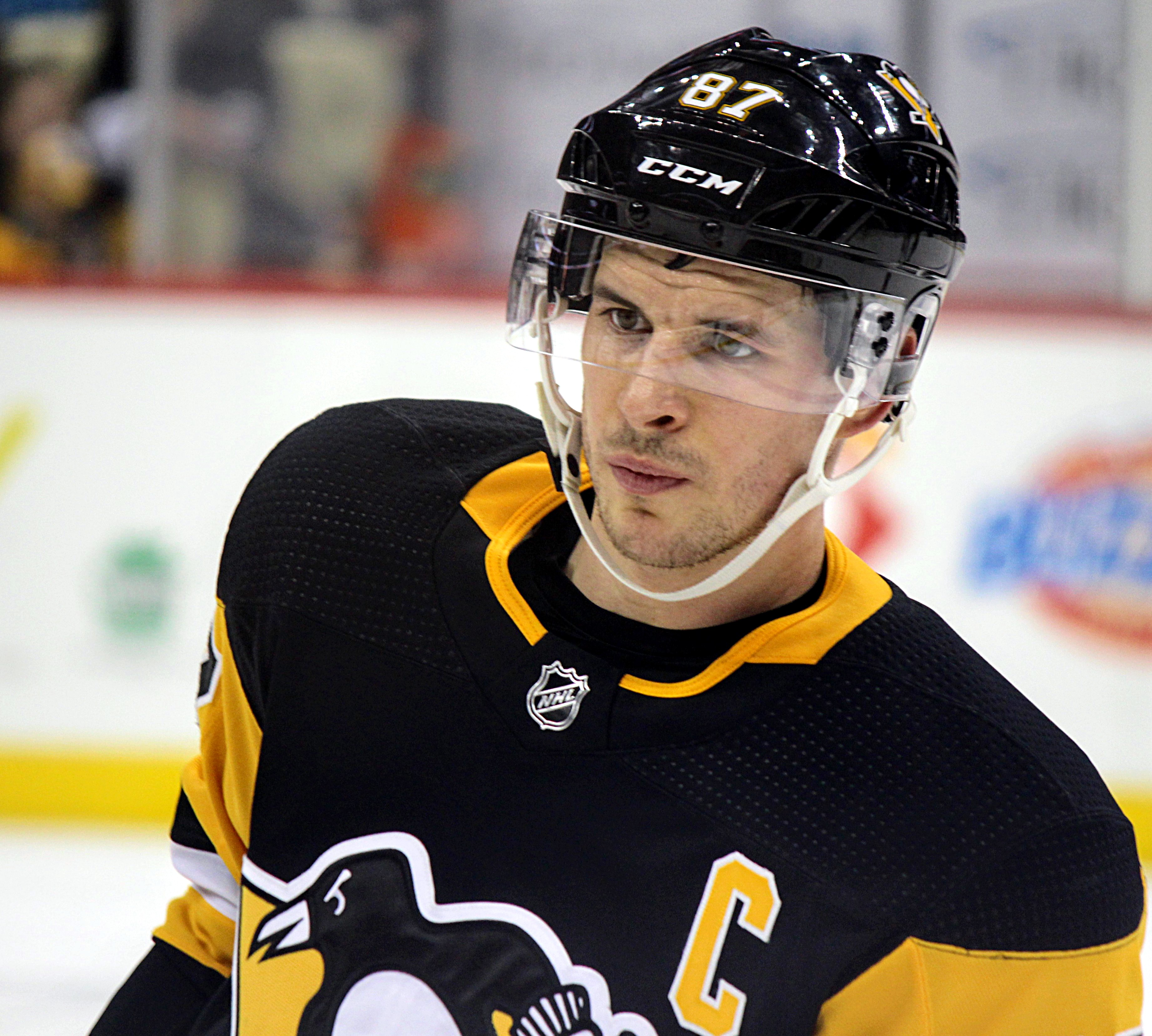
Сидни Кросби, 8-кратный победитель

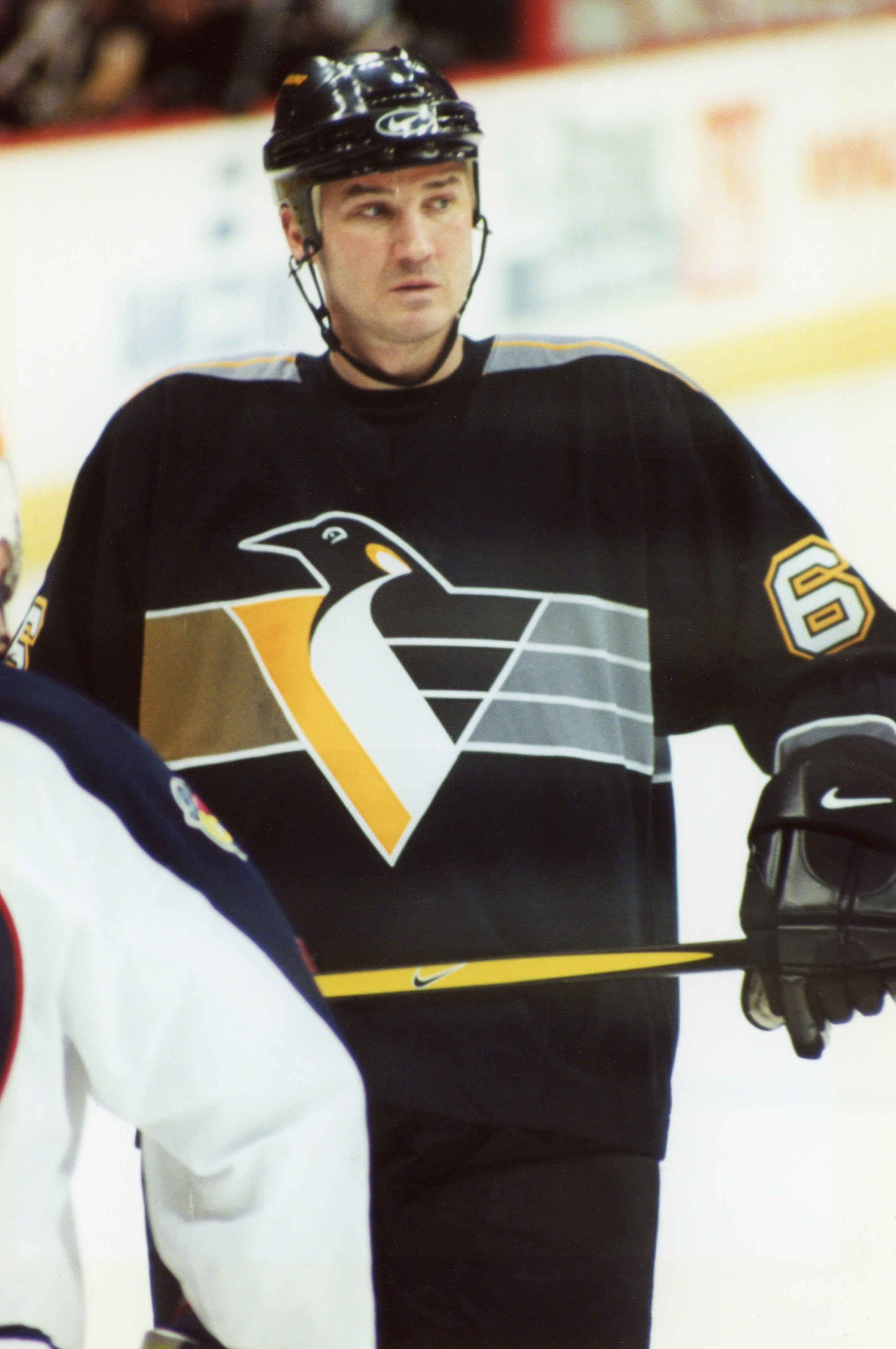
Марио Лемьё, 3-кратный победитель

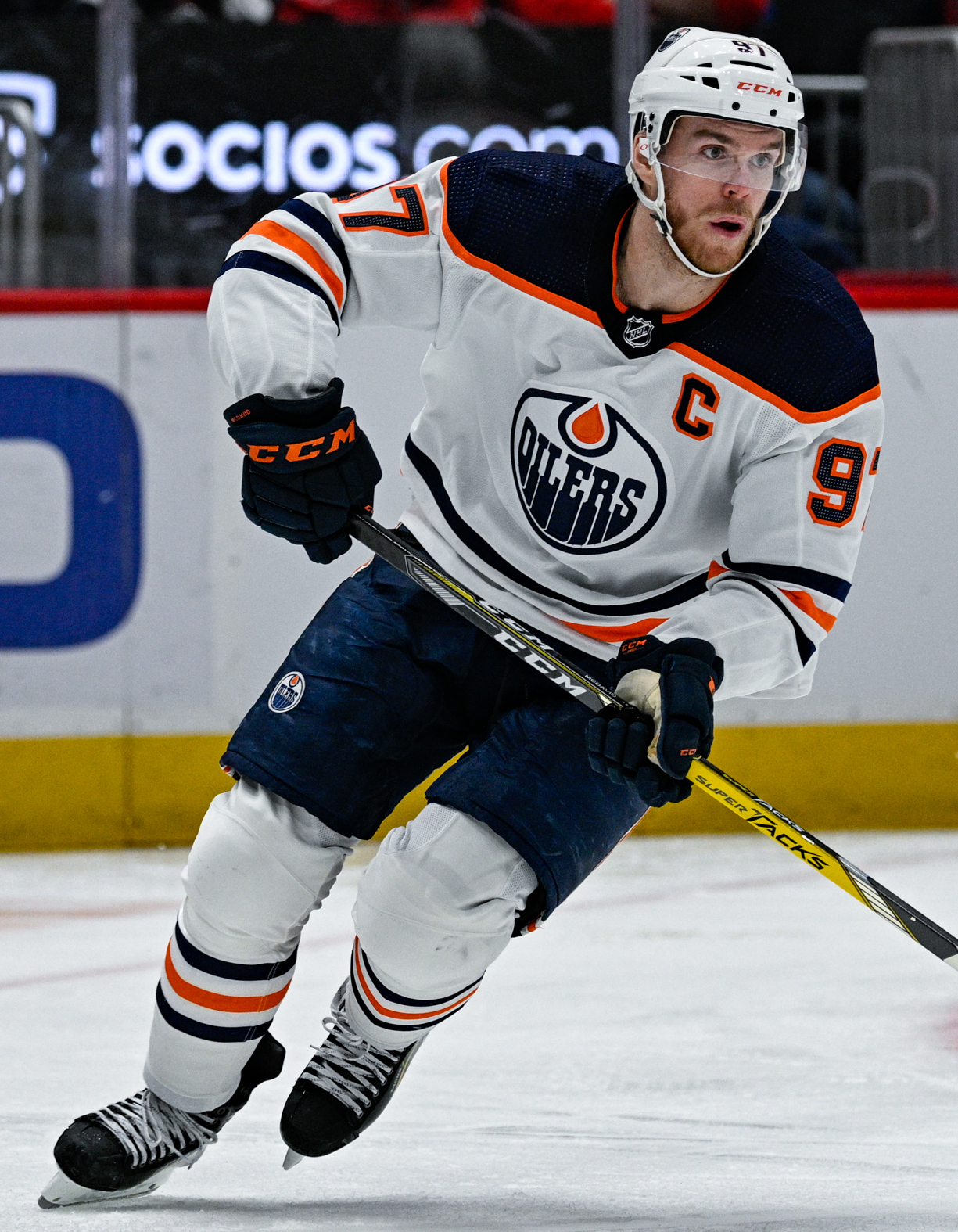
Коннор Макдэвид, 3-кратный победитель

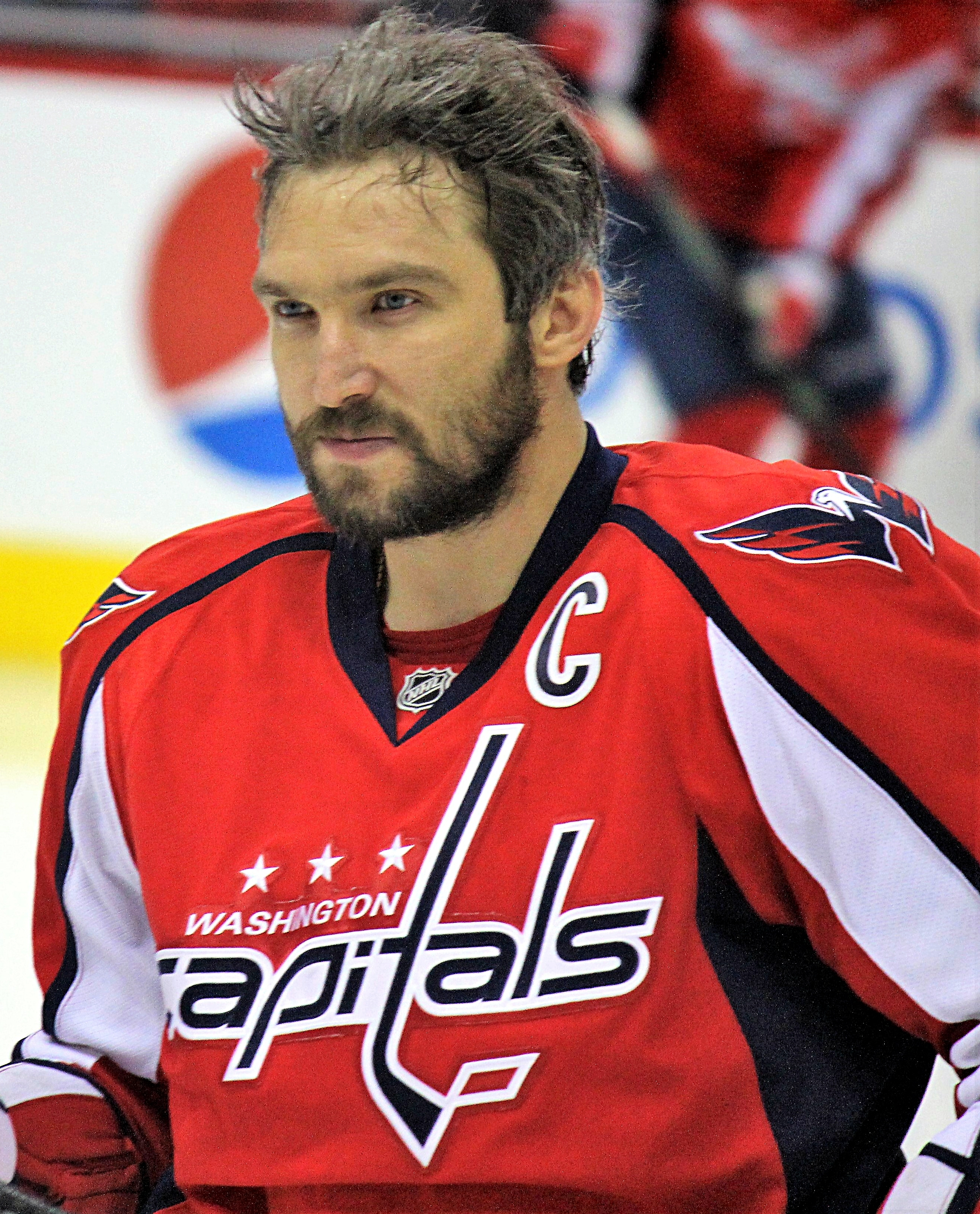
Александр Овечкин, 2-кратный победитель

Игрок выиграл в этом году Кубок Стенли.
     Игрок проиграл в финале кубка Стенли. 
* Победитель Харт Мемориал Трофи
† Победитель Конн Смайт Трофи
| Год  | Игрок                                         | Страна                                        | Команда                                       | Позиция                                       |
| ---- | --------------------------------------------- | --------------------------------------------- | --------------------------------------------- | --------------------------------------------- |
| 1993 | Марио Лемьё                                   | Канада                                        | Питтсбург Пингвинз                            | Центральный нападающий                        |
| 1994 | Марио Лемьё (2)                               | Канада                                        | Питтсбург Пингвинз                            | Центральный нападающий                        |
| 1995 | Марк Мессье                                   | Канада                                        | Нью-Йорк Рейнджерс                            | Центральный нападающий                        |
| 1996 | Эрик Линдрос                                  | Канада                                        | Филадельфия Флаерз                            | Центральный нападающий                        |
| 1997 | Джо Сакик                                     | Канада                                        | Колорадо Эвеланш                              | Центральный нападающий                        |
| 1998 | Марио Лемьё (3)                               | Канада                                        | Питтсбург Пингвинз                            | Центральный нападающий                        |
| 1999 | Доминик Гашек                                 | Чехия                                         | Баффало Сейбрз                                | Вратарь                                       |
| 2000 | Доминик Гашек (2)                             | Чехия                                         | Баффало Сейбрз                                | Вратарь                                       |
| 2001 | Крис Пронгер                                  | Канада                                        | Сент-Луис Блюз                                | Защитник                                      |
| 2002 | Джером Игинла                                 | Канада                                        | Калгари Флеймз                                | Правый нападающий                             |
| 2003 | Жан-Себастьян Жигер †                         | Канада                                        | Анахайм Майти Дакс                            | Вратарь                                       |
| 2004 | Джером Игинла(2)                              | Канада                                        | Калгари Флеймз                                | Правый нападающий                             |
| 2005 | Не вручалась в связи с Локаутом в НХЛ 2004–05 | Не вручалась в связи с Локаутом в НХЛ 2004–05 | Не вручалась в связи с Локаутом в НХЛ 2004–05 | Не вручалась в связи с Локаутом в НХЛ 2004–05 |
| 2006 | Яромир Ягр                                    | Чехия                                         | Нью-Йорк Рейнджерс                            | Правый нападающий                             |
| 2007 | Сидни Кросби                                  | Канада                                        | Питтсбург Пингвинз                            | Центральный нападающий                        |
| 2008 | Сидни Кросби (2)                              | Канада                                        | Питтсбург Пингвинз                            | Центральный нападающий                        |
| 2009 | Сидни Кросби (3)                              | Канада                                        | Питтсбург Пингвинз                            | Центральный нападающий                        |
| 2010 | Сидни Кросби (4)                              | Канада                                        | Питтсбург Пингвинз                            | Центральный нападающий                        |
| 2011 | Тим Томас †                                   | США                                           | Бостон Брюинз                                 | Вратарь                                       |
| 2012 | Джонатан Куик †                               | США                                           | Лос-Анджелес Кингз                            | Вратарь                                       |
| 2013 | Сидни Кросби (5)                              | Канада                                        | Питтсбург Пингвинз                            | Центральный нападающий                        |
| 2014 | Сидни Кросби (6)                              | Канада                                        | Питтсбург Пингвинз                            | Центральный нападающий                        |
| 2015 | Джонатан Тэйвз                                | Канада                                        | Чикаго Блэкхокс                               | Центральный нападающий                        |
| 2016 | Сидни Кросби † (7)                            | Канада                                        | Питтсбург Пингвинз                            | Центральный нападающий                        |
| 2017 | Сидни Кросби † (8)                            | Канада                                        | Питтсбург Пингвинз                            | Центральный нападающий                        |
| 2018 | Александр Овечкин †                           | Россия                                        | Вашингтон Кэпиталз                            | Левый нападающий                              |
| 2019 | Александр Овечкин (2)                         | Россия                                        | Вашингтон Кэпиталз                            | Левый нападающий                              |
| 2020 | Не вручалась в связи с пандемией COVID-19     | Не вручалась в связи с пандемией COVID-19     | Не вручалась в связи с пандемией COVID-19     | Не вручалась в связи с пандемией COVID-19     |
| 2021 | Патрик Кейн                                   | США                                           | Чикаго Блэкхокс                               | Правый нападающий                             |
| 2022 | Коннор Макдэвид                               | Канада                                        | Эдмонтон Ойлерз                               | Центральный нападающий                        |
| 2023 | Коннор Макдэвид (2) *                         | Канада                                        | Эдмонтон Ойлерз                               | Центральный нападающий                        |
| 2024 | Коннор Макдэвид (3) †                         | Канада                                        | Эдмонтон Ойлерз                               | Центральный нападающий                        |